# Бэлонек, Томас
| Открытые астероиды: 9         | Открытые астероиды: 9 |
| ----------------------------- | --------------------- |
| (6452) Johneuller             | 17 апреля 1991        |
| (9613) 1993 BN3               | 26 января 1993        |
| (14462) 1993 GA [1]           | 2 апреля 1993         |
| (48496) 1993 BM3              | 26 января 1993        |
| (52463) 1995 GA8              | 6 апреля 1995         |
| (85323) 1995 GF8              | 8 апреля 1995         |
| (100307) 1995 GJ8             | 8 апреля 1995         |
| (162023) 1995 GP8             | 8 апреля 1995         |
| (347162) 2011 FN12            | 8 апреля 1995         |
| 1. совместно с M. Stockmaster |                       |

Томас Дж. Бэлонек (англ. Thomas J. Balonek) — американский астроном и первооткрыватель астероидов, который работал в обсерватории Китт-Пик и Foggy Bottom Observatory. В период 1991 по 1995 год им было обнаружено в общей сложности 9 астероидов.
В 1974 году он получил степень бакалавра по физике в Корнеллском университете, а позднее в 1977 и 1982 году магистра наук и доктора астрономии в Университете Массачусетса. В настоящее время Томас Бэлонек занимает должность профессора физики и астрономии в Корнеллском университете и работает над изучением оптического и радиоизлучений от галактического ядра и квазаров.